# Kay Kyser
James Kern Kyser, noto semplicemente come Kay Kyser, (Rocky Mount, 18 giugno 1905 – Chapel Hill, 23 luglio 1985), è stato un musicista statunitense, noto principalmente per la sua attività radiofonica, ma anche come leader dell'omonima orchestra di genere swing attiva durante gli anni quaranta.

## Biografia
Nato a Rocky Mount, nella Carolina del Nord, da padre farmacista, si laureò all'Università del North Carolina. Grazie alla sua brillante personalità, venne chiamato da Hal Kemp a sostituirlo nel suo gruppo. Iniziò a prendere lezioni di clarinetto, ma le sue qualità di annunciatore e intrattenitore erano superiori a quelle musicali, per cui la sua carriera si indirizzò in modo conseguente.
Il suo gruppo registrò molti brani di successo, portandone undici al primo posto in classifica.
Nel 1942 Jingle Jangle Jingle raggiunge la prima posizione nella Billboard Hot 100 per otto settimane, nel 1946 Ole Buttermilk Sky la prima posizione nella Billboard Hot 100 per due settimane e nel 1948 Woody Wood-pecker (Picchiarello) la prima posizione per sei settimane.
Dopo la seconda guerra mondiale registrò un brano con Jane Russell. In It's All Up to You si vede la partecipazione di Frank Sinatra e Dinah Shore.

## Filmografia
- You'll Find Out, regia di David Butler (1940)
- Swing Fever, regia di Tim Whelan (1943)
- La parata delle stelle (Thousands Cheer), regia di George Sidney (1943)
- La taverna delle stelle (Stage Door Canteen), regia di Frank Borzage (1943)
- Carolina Blues, regia di Leigh Jason (1944)